# Land Rover Range Rover
La Range Rover è un modello di autovettura fuoristrada prodotta dalla casa britannica Land Rover dal 1970.
Ne sono state prodotte cinque serie:
- la prima è stata in vendita dal 1970 al 1996. È stata chiamata "Range Rover Classic" negli ultimi due anni di produzione per la contemporanea commercializzazione della seconda serie;
- la seconda è stata in vendita dal 1994 al 2002;
- la terza è stata in vendita dal 2002 al 2012;
- la quarta è stata in vendita dal 2012 al 2021;
- la quinta è stata presentata nel 2021.

## Prima serie (1970-1996)
Il tutto ha inizio negli anni cinquanta quando la Rover Company realizza una serie di prototipi che chiama Road Rover. Il progetto viene però accantonato fino al 1966, anno in cui i progettisti Charles Spencer King e Gordon Bashford decidono di realizzare una Land Rover di lusso con carrozzeria familiare, utilizzando il potente e affidabile motore V8 di origine Buick e il telaio con passo 100".
Il primo prototipo viene completato nell'agosto del 1967 (telaio 100.1) e aveva la guida a destra mentre il secondo realizzato nel 1968 (telaio 100.2), aveva la guida a sinistra. Verso la fine del 1969, dopo i test dei prototipi, inizia la produzione di una pre-serie denominata Velar (Vee Eight Land Rover), composta da 25 vetture immatricolate con numeri di targa progressivi tra YVB 151H e YVB175H, tra i quali i primi 3 immatricolati il 2 gennaio 1970.
Nel maggio del 1970 sono prodotte altre 20 Range Rover, tra cui 5 rosse, 5 bianche, 5 blu e 5 verdi, e il 17 giugno viene ufficialmente annunciata alla stampa specializzata. Nessuno però sospettava che questa vettura avrebbe creato nel mercato mondiale dell'automobile un nuovo concetto di veicolo, ovvero quello che al giorno d'oggi definiamo uno Sport Utility Vehicle dotato di ottime caratteristiche fuoristradistiche e di un ottimo comfort. Durante il 1970 sono prodotte in totale 86 Range Rover.
Al suo debutto è disponibile solamente in versione a 3 porte con cambio manuale a 4 marce, motore V8 e innovativa trazione integrale permanente, unita a differenziale centrale bloccabile. Viene immediatamente messa in prova per l'ambiziosa Darien Gap Expedition in centro America e nella Sahara Expedition in Nord Africa, e ben presto è utilizzata anche nelle competizioni automobilistiche dedicate a questo tipo di veicoli, vincendo ad esempio la Parigi-Dakar sia nel 1979 che nel 1981.
L'evoluzione ha seguito, negli anni, le esigenze della clientela portando alla presentazione della versione a 5 porte nel 1981 e di quella con cambio automatico nell'anno successivo. Il 1983 vede l'introduzione del cambio manuale a 5 marce e il 1985 l'adozione del motore a iniezione.
Nell'aprile del 1986 viene introdotto il motore Turbodiesel 2400 celebre per aver battuto diversi record tra cui quello di velocità massima per un propulsore Diesel (il motore adottato era prodotto dalla VM Motori di Cento, in Italia) e con questa motorizzazione la Range affronta l'anno successivo il Camel Trophy in Madagascar percorrendone 1500 miglia da Nord a Sud, attraversando l'inospitale territorio di questa grande isola in 18 giorni con 14 equipaggi. Questa competizione si è conclusa con la vittoria dell'equipaggio italiano con 477 punti.
Alla fine degli anni ottanta appare chiaro ai progettisti che Range Rover viene scelto come alternativa alle berline di lusso e dunque il livello di comfort che ci si aspetta deve essere pari non solo quanto a comodità in marcia, ma anche quanto a qualità percepita ed equipaggiamenti: il 1988 è caratterizzato dalla presentazione della versione Vogue SE dotata di cambio automatico a 4 marce, aria condizionata, interni in pelle Connolly e tetto apribile elettrico, tutto come equipaggiamento di serie, cosa fino ad allora impensabile per un veicolo fuoristrada.
Nel 1987 Land Rover torna nei mercati nord americani, dal quale era assente dai tempi in cui era di proprietà del gruppo British Leyland, grazie al Range Rover che viene introdotto, pubblicizzato e commercializzato come fuoristrada di lusso ricavandosi un'ampia fetta di estimatori che ne decretano il successo e portano alla nascita della divisione Range Rover of North America, successivamente ribattezzata Land Rover of North America.
Nel 1990 il motore V8 da 3500 cm³ viene rimpiazzato dal 3900, mentre il motore VM 2400 cresce fino ai 2500 cm³ e viene proposto l'ABS in opzione tranne che per la Vogue SE che ne è dotata di serie. Per migliorare la guidabilità su strada, senza comunque penalizzare il comportamento in fuoristrada che rimane di livello elevatissimo, nel 1991 sono introdotte nuove tarature delle sospensioni con introduzione di moderne barre antirollio che migliorano la guidabilità.
Agli inizi degli anni novanta gli interni vengono rivisti realizzando una plancia in un materiale morbido e moderno rendendo i modelli venduti in questa versione noti come "modelli soft dash" ("modelli a plancia morbida") con un interno molto simile a quello che verrà utilizzato per la Series II di Land Rover Discovery. La versione Turbo D dotata di motore VM lascia spazio al modello 300 TDi, con un nuovo motore progettato internamente a Land Rover. Nell'ultima fase di vendita il modello viene rinominato Range Rover Classic, per evitare confusione nei mercati in cui è in vendita anche la nuova Range Rover debuttata nel 1994. L'ultimo esemplare di questa serie esce dalle catene di montaggio nel 1996, dopo 26 anni di gloriosa carriera.

## Seconda serie (P38A; 1994-2002)

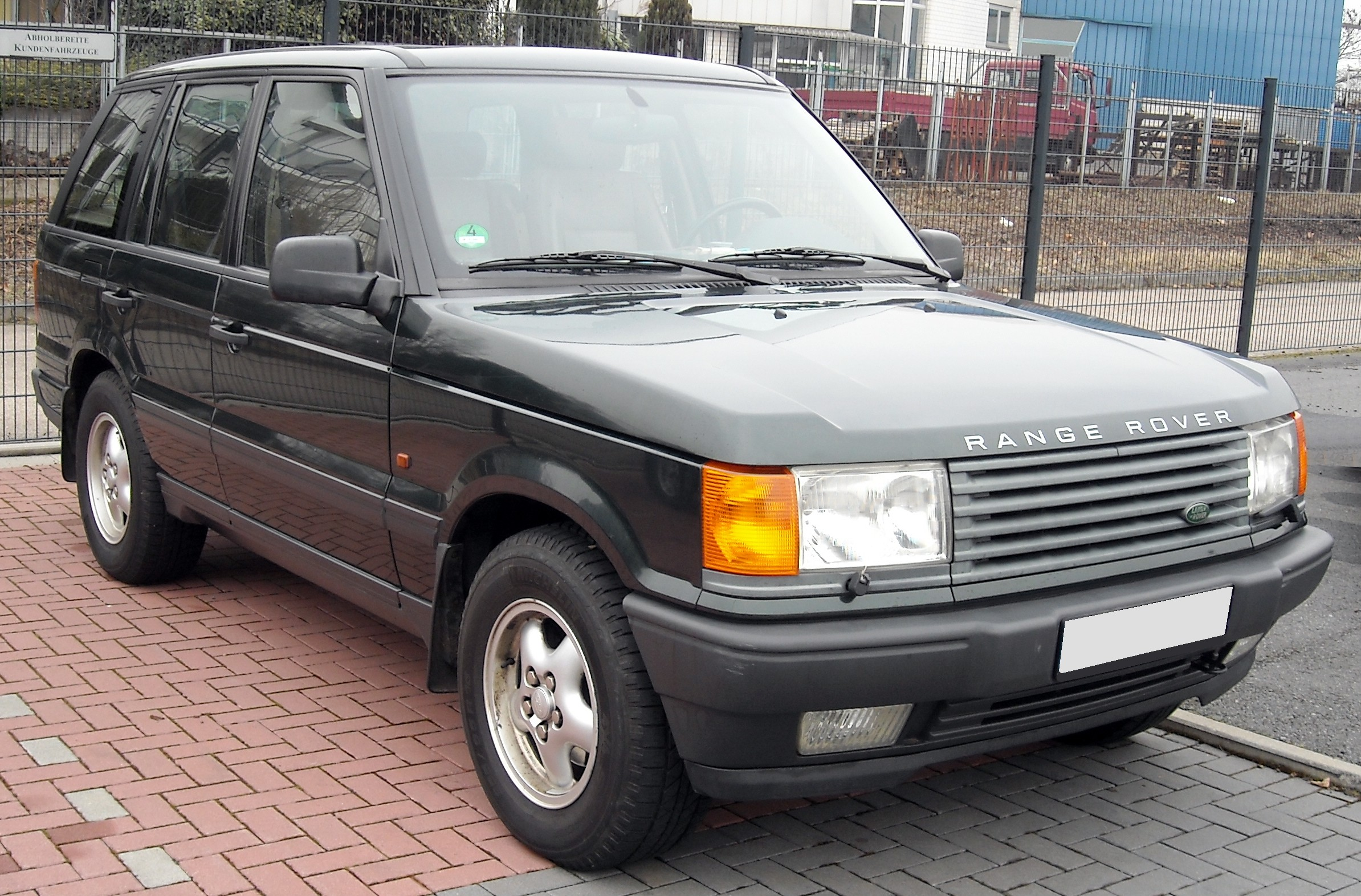
Range Rover seconda serie

La seconda serie, denominata P38A, prodotta dal 1994 al 2002, nonostante lo sviluppo sia stato interamente a cura di Land Rover, fu la prima Range Rover dell'era BMW, tramite un progetto creato nel 1990 da George Thomson. La "casa madre" sostenne il progetto incoraggiando l'adozione di nuovi sistemi elettronici: 
- la P38 fu la prima Range Rover -nonché il primo fuoristrada al mondo- ad adottare di serie su tutte le versioni quello che sulla Range Rover Classic (eccezion fatta per le versioni Vogue LSE/County LWB) era optional, cioè un sistema di sospensioni ad aria a funzionamento completamente automatico, denominato EAS - Electronically-controlled height-adjustable Air-suspension System, in grado di variare l'altezza del veicolo su quattro livelli, garantendo facile accesso, stabilità alle velocità autostradali, ed elevata altezza da terra per l'utilizzo fuoristrada;
- fu la prima Range Rover ad adottare di serie una versione ottimizzata del sistema ABS che prevedeva il controllo elettronico di trazione Traction Control (inizialmente come optional sulle sole ruote posteriori, dal 1999 di serie anche su tutte e quattro le ruote), sistema che verrà utilizzato poco dopo su Land Rover Freelander e Land Rover Discovery;
- di serie prevedeva un sistema chiamato Message Center, con un display LCD posizionato all'interno del quadro strumenti in grado di visualizzare 150 differenti messaggi sullo stato del veicolo e dei suoi numerosi sistemi elettronici, oltre che dati di viaggio come consumo medio rilevato e contachilometri parziale;
- Sempre di serie veniva offerto, differentemente dal modello precedente, un condizionatore d'aria completamente automatizzato, con regolazione della temperatura indipendente per due lati dell'abitacolo, con filtro antipolline e innovativa funzione Defrost Program per disappannamento immediato dei vetri, sistema che si serviva di un ampio display LCD nella console centrale denominato HEVAC;
- il cambio automatico rendeva semplice il passaggio alle marce ridotte con un solo movimento della leva, senza necessità di azionare una seconda leva cambio come accadeva sulla Range Rover Classic automatica e incorporava una funzione Sport per migliorare le prestazioni di guida su strada, e una funzione Manual per bloccare le marce in modo da poter sfruttare il freno motore nell'utilizzo off-road;
- il transponder che permetteva l'apertura delle portiere mediante telecomando consentiva anche la regolazione automatica, prima dell'accesso al veicolo, del sedile di guida e degli specchietti retrovisori sui parametri individuali precedentemente memorizzati dal conducente;
- Fu la prima Range Rover a montare un sistema di navigazione satellitare come optional.

Fu l'ultima Range Rover a montare i motori V8 Rover a benzina, in alternativa ai quali poteva montare un turbodiesel BMW a sei cilindri in linea e l'ultima Range Rover a consentire la scelta tra una trasmissione manuale (a cinque marce) o automatica (a quattro).
Negli esterni, notevole fu l'aumento di dimensioni rispetto a Range Rover Classic: il nuovo modello era, infatti, direttamente confrontabile con le versioni a passo lungo (LSE/LWB) della precedente versione; immediatamente riconoscibili come differenti rispetto alle versioni Classic, i gruppi ottici anteriori e posteriori segnarono un netto distacco rispetto a quelli che erano considerati tratti caratteristici di ogni Range Rover, anche se la linea, il profilo e molti dettagli di carrozzeria la resero immediatamente distinguibile come Range Rover, seppure adattata ai canoni stilistici degli anni novanta.
Gli interni riflettevano il cambiamento del tempo in maniera ancora più radicale: altamente rivisti segnano una maggiore attenzione per l'ergonomia, per la scelta dei materiali ulteriormente migliorati, per la presenza già segnalata di diversi display LCD e in generale per il loro stampo di tipo automobilistico, volti a rendere Range Rover diretto concorrente di berline e familiari di lusso come Mercedes-Benz Classe E e BMW Serie 5.

### Motorizzazioni
- SE: 4,0 Litri Rover V8 con 136-140 kW (185–190 CV; dal 06/1994 al 01/2002) Benzina
- HSE: 4,6 Litri Rover V8  con 160–165 kW (218–224 CV; dal 06/1994 al 01/2002) Benzina
- DT/DSE: 2,5 Litri BMW M51 R6 con 100 kW (136 CV) D25; dal 06/1994 al 01/2002) Diesel

## Terza serie (L322; 2002-2012)

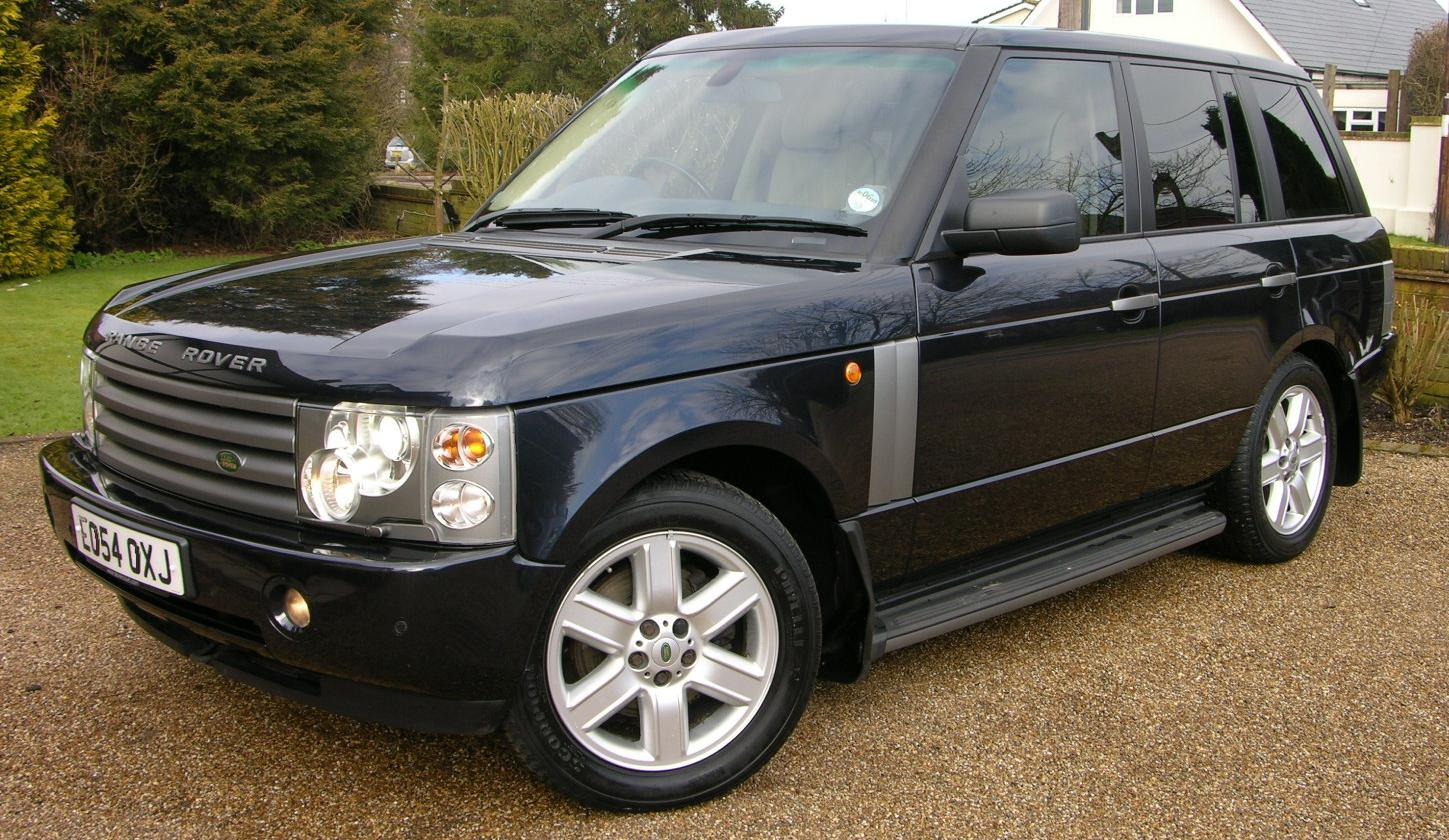
Range Rover terza serie pre-restyling 2010

La terza serie, conosciuta con il nome di produzione L322, è stata in vendita dal 2002 al 2012. Pianificata e sviluppata interamente durante la proprietà BMW tra il 1997 e il 1998 da Phil Simmons e Wolfgang Reitzle, la terza generazione di Range Rover sfruttava numerose componenti (come parti di elettronica, centraline, cambio) con altri modelli della casa bavarese, in particolare con la BMW Serie 5 E39. Le dimensioni vennero aumentate per migliorare abitabilità e capacità di carico, gli interni vennero ampiamente rivisti optando per rivestimenti e materiali come pelle e legno prendendo il mondo della nautica e degli yacht come punto di riferimento, rendendola concorrente di autovetture di rappresentanza come Mercedes-Benz Classe S e BMW Serie 7.
La trasmissione manuale venne abbandonata per lasciare spazio solo al cambio automatico, inizialmente un modello a cinque marce di ingegnerizzazione BMW e dotato di sistema CommandShift che permetteva al conducente di selezionare rapidamente la modalità Sport, dando possibilità di cambiata manuale con blocco sulla marcia selezionata in caso si volesse sfruttare il freno motore. Oltre a tale innovazione, Range Rover L322 prevede numerose sofisticazioni elettroniche rispetto al precedente modello:
- il sistema di sospensioni pneumatiche autolivellanti EAS viene aggiornato e migliorato in diversi aspetti, come ad esempio la discesa in modalità di accesso alla vettura che, contrariamente a quanto accadeva nel modello P38A, avviene durante la marcia e non solo a veicolo stazionario;
- il sistema, collegato alle sospensioni, denominato Interconnected Cross-Link Valves, con valvole ad apertura e chiusura comandata elettronicamente in grado di rendere la guida su strada maggiormente confortevole, senza compromettere la notevole articolazione della sospensione necessario fuori strada;
- il sistema di controllo elettronico della velocità in discesa o HDC - Hill Descent Control, già adottato per Land Rover Freelander e Land Rover Discovery;
- un meccanismo riduttore perfezionato che permette il passaggio da marce normali a marce ridotte, e viceversa, mentre il veicolo è ancora in movimento;
- impianto frenante con EBD per la distribuzione elettronica della frenata;
- controllo elettronico di stabilità o DSC, altrimenti noto come ESP.

Nel 2007 fu interessato da un aggiornamento della trasmissione, rivista e migliorata (ora a sei marce) e delle motorizzazioni, cambio necessario in vista del passaggio di proprietà del marchio Land Rover da BMW a Ford, che provvide a dotare la Range Rover dei propri motori.

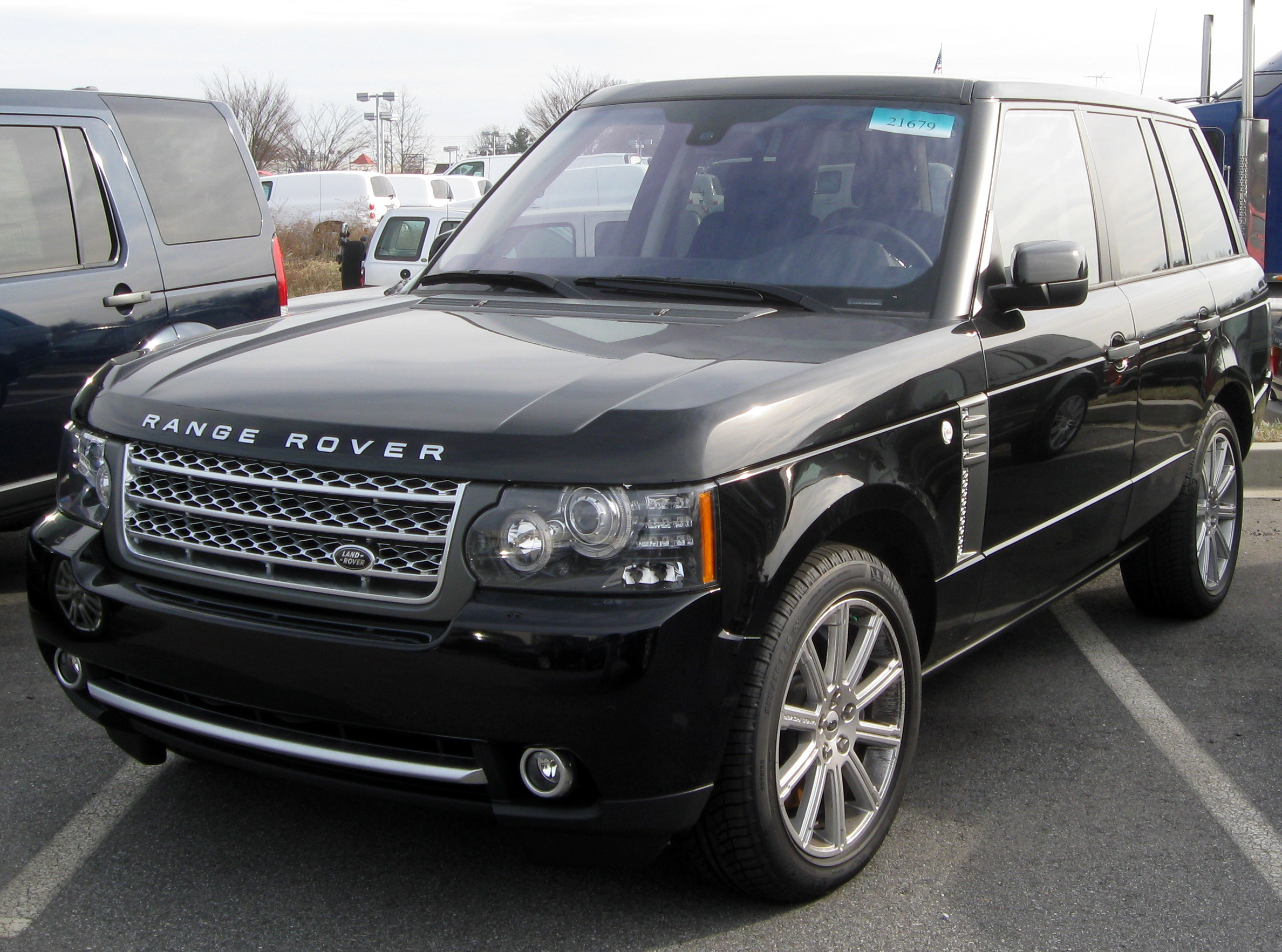
Range Rover terza serie post-restyling 2010

### Restyling 2010
Nel 2010 la Range Rover ottenne una nuova griglia anteriore con nuovi paraurti anteriori e posteriori, nuovi fari a LED, una nuova trasmissione a otto marce e due nuovi motori, un 5,0 Litri V8 benzina di provenienza Jaguar e un 4,4 Litri V8 Turbodiesel di provenienza Ford. Interiormente l'intero abitacolo fu rivisto, con l'introduzione di un ampio schermo LCD al posto del classico quadro strumenti, di un nuovo impianto di infotainment e di una rotella per la selezione delle marce (anch'essa di provenienza Jaguar) in luogo della classica leva. Tali aggiornamenti erano volti ad ammodernare la gamma Land Rover in quanto la casa automobilistica (insieme a Jaguar) era stata ceduta nel 2008 da Ford al gruppo indiano Tata Motors.
Motori a benzina:
- 4,2 Litri Jaguar AJ-V8 Supercharged (2006–2009)
- 4,4 Litri BMW V8 (2002–2006)
- 4,4 Litri Jaguar AJ-V8 (2006–2009)
- 5,0 Litri Jaguar AJ-V8 Supercharged (2009–2012)

Motori Diesel:
- 2,9 Litri BMW TD R6 (2002–2006)
- 3,6 Litri Ford TD V8 (2007–2010)
- 4,4 Litri Ford TD V8 (2010–2012)

## Quarta serie (L405; 2012-2021)

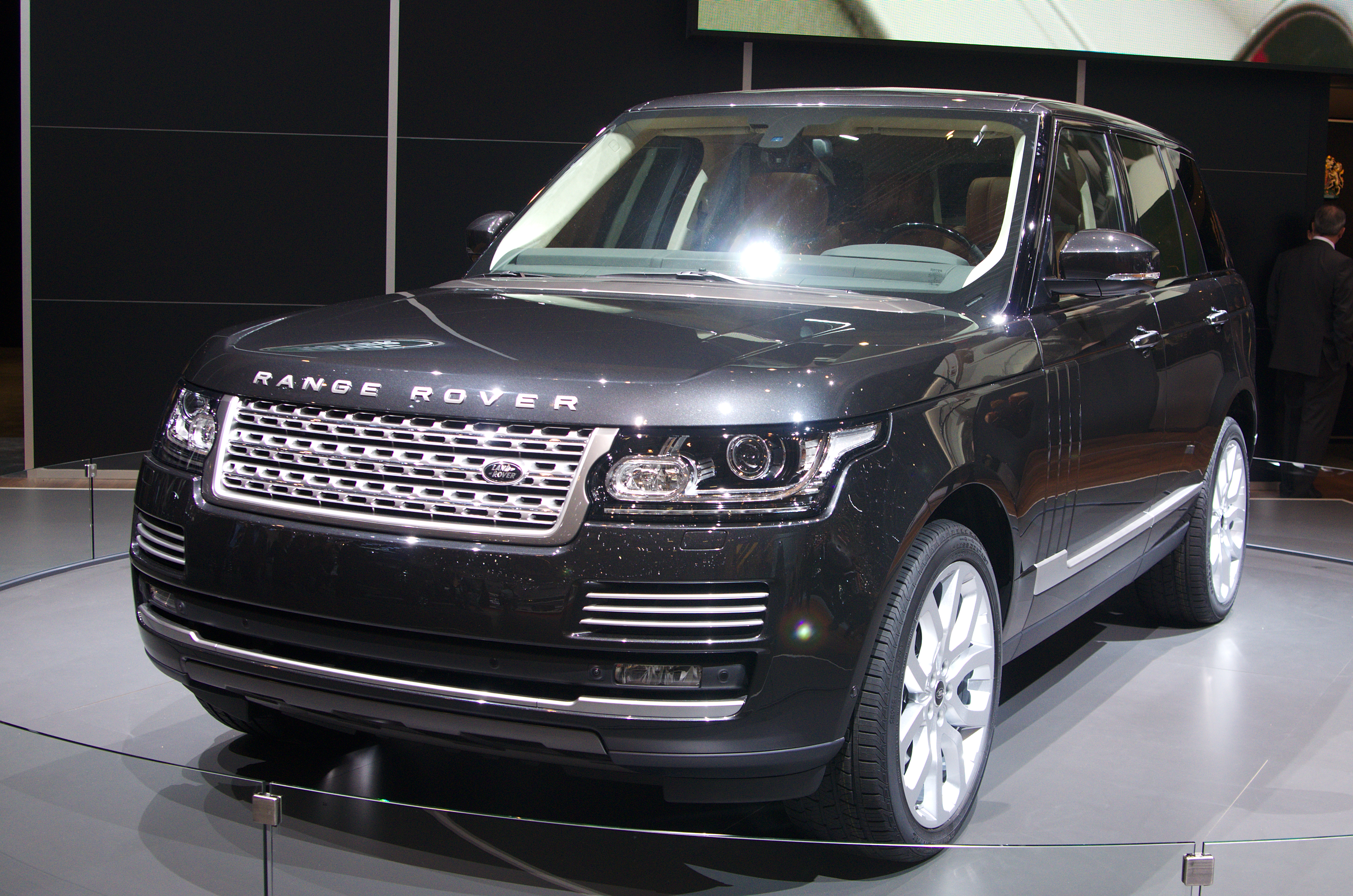
Range Rover quarta serie

La quarta serie, conosciuta con il codice di progetto L405 guidato da Gerry McGovern, è stata presentata al Salone dell'automobile di Parigi nel settembre 2012. Fa uso di una monoscocca in alluminio, grazie alla quale riesce a ridurre il peso di 420 kg rispetto al modello che sostituisce; il sistema Terrain Response viene aggiornato alla seconda versione e vengono introdotte migliorie generali alla già eccelsa finitura di interni ed esterni, qualificandola definitivamente come fuoristrada di lusso, a fronteggiare la competizione non solo dei numerosi concorrenti nel mondo dei fuoristrada e SUV immessi in commercio da diverse case automobilistiche di prestigio nel corso degli anni -come Mercedes-Benz Classe M e Classe GL, BMW X5, Audi Q7 e Porsche Cayenne- ma anche e soprattutto di automobili di alto livello di immagine e raffinatezza tecnica quali Rolls-Royce Phantom e Bentley Mulsanne. Ad ulteriore riprova di ciò la Range Rover è indicata come principale riferimento per il fuoristrada in via di sviluppo in casa Bentley, anticipato al Salone dell'automobile di Ginevra 2012 dal prototipo EXP-9F. 

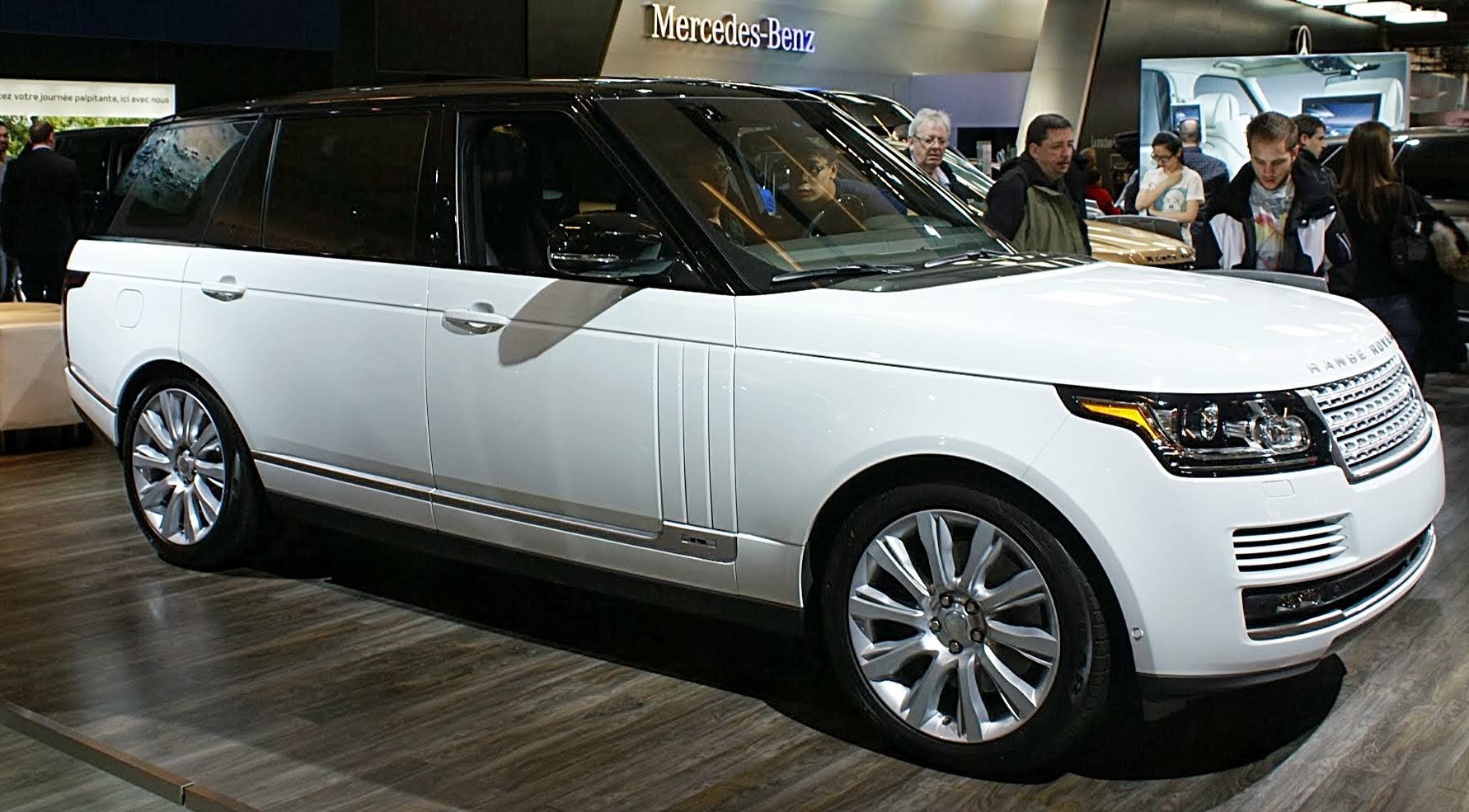
Range Rover Long Wheelbase

Secondo una statistica infatti il 30% di chi possiede una Bentley ha nel garage anche una Range Rover. Questo posizionamento nel mercato ha portato alla presentazione della versione LWB (Long Wheel-base) al Dubai Motor Show 2013, pensata per soddisfare i gusti dei mercati asiatici e mediorientali, sempre più interessati a vetture dal passo allungato. Dotata di 14 centimetri in più nel passo per offrire un maggior comfort ai passeggeri posteriori, raggiunge nel complesso la lunghezza di 520 cm.

### Motorizzazioni
| Modello                | Disponibilità    | Motore  | Cilindrata (cm³) | Potenza         | Coppia Massima (Nm) | 0–100 km/h (secondi) | Velocità max (km/h) |
| 5.0 LR-V8 Supercharged | dal 2012 al 2021 | Benzina | 5000             | 375 kW (510 CV) | 625                 | 5,0                  | 250                 |
| 4.4 SDV8               | dal 2012 al 2021 | Diesel  | 4367             | 250 kW (339 CV) | 700                 | 6,4                  | 218                 |
| 3.0 TDV6               | dal 2012 al 2021 | Diesel  | 2993             | 183 kW (248 CV) | 600                 | 7,3                  | 210                 |

## Quinta serie (L460; 2021-)

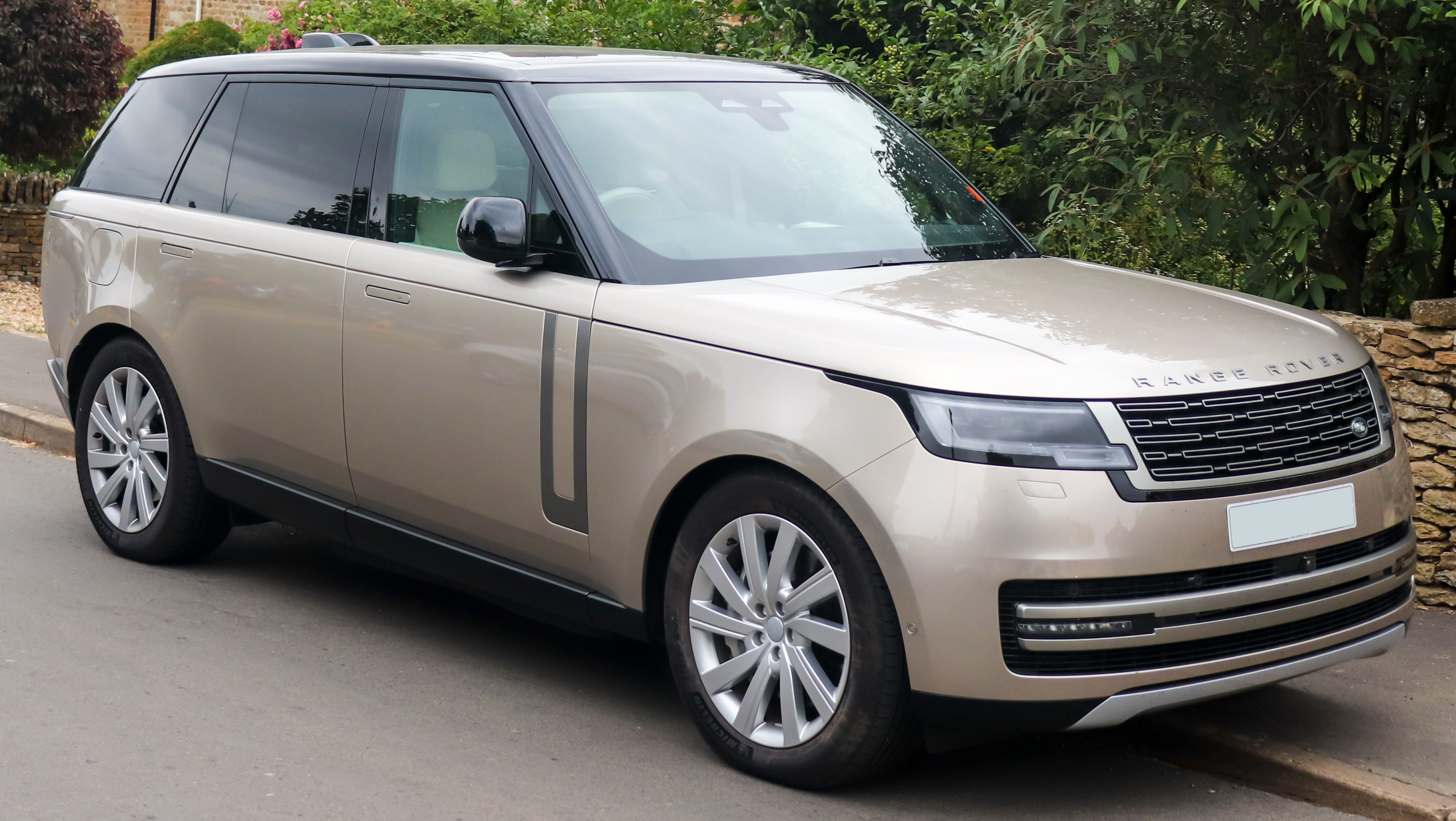
Range Rover quinta serie

La quinta serie, conosciuta con il codice di progetto L460, è stata presentata il 26 ottobre 2021 dal designer Gerry McGovern alla Royal Opera House di Londra. Le motorizzazioni disponibili sono: due PHEV, tre diesel e tre benzina, fra cui un V8 da 4,4 litri ad alte prestazioni di origine BMW. È inoltre atteso il lancio sul mercato di una variante completamente elettrica nel corso del 2025.

### Motorizzazioni
| Modello | Disponibilità | Motore       | Cilindrata (cm³) | Potenza         | Coppia Massima (Nm) | 0–100 km/h (secondi) | Velocità max (km/h) |
| P440e   | dal 2022      | Benzina-PHEV | -                | 324 kW (440 CV) | 620                 | -                    | -                   |
| P510e   | dal 2022      | Benzina-PHEV | -                | 375 kW (510 CV) | 700                 | -                    | -                   |
| P360    | dal 2022      | Benzina-MHEV | -                | 265 kW (360 CV) | 500                 | -                    | -                   |
| P400    | dal 2022      | Benzina-MHEV | -                | 295 kW (400 CV) | 550                 | -                    | -                   |
| P530    | dal 2022      | Benzina      | -                | 390 kW (530 CV) | 750                 | -                    | -                   |
| D250    | dal 2022      | Diesel-MHEV  | -                | 183 kW (249 CV) | 601                 | -                    | -                   |
| D300    | dal 2022      | Diesel-MHEV  | -                | 221 kW (300 CV) | 649                 | -                    | -                   |
| D350    | dal 2022      | Diesel-MHEV  | -                | 257 kW (350 CV) | 700                 | -                    | -                   |